# Alexis Rojas (futbolista paraguayo)
Alexis Ricardo Rojas Villalba (Luque, Paraguay; 8 de octubre de 1996) es un futbolista paraguayo. Juega de mediocampista ofensivo y actualmente no tiene equipo.  

## Clubes
| Club                   | País     | Año         |
| ---------------------- | -------- | ----------- |
| Sportivo Luqueño       | Paraguay | 2015 - 2016 |
| Fluminense             | Brasil   | 2016        |
| Sportivo Luqueño       | Paraguay | 2017 - 2018 |
| Sport Huancayo         | Perú     | 2018        |
| Cerro Porteño          | Paraguay | 2019        |
| Sportivo Luqueño       | Paraguay | 2019        |
| Club River Plate       | Paraguay | 2020        |
| 12 de Octubre          | Paraguay | 2021 - 2022 |
| Resistencia Sport Club | Paraguay | 2022        |
| Guaireña Fútbol Club   | Paraguay | 2023        |